# Grúz nyelv

A grúz nyelv egyéb dél-kaukázusi nyelvekkel

A grúz nyelv (grúzul: ქართული ენა, kartuli ena) a kartvél csoportba tartozik. Grúziában 3,9 millió ember (a népesség 83%-a) beszéli, külföldön pedig még félmillióan (főleg Törökországban, Iránban, Oroszországban, az Amerikai Egyesült Államokban és európai országokban). Grúzia hivatalos nyelve.
Valamennyi grúz etnikai csoport irodalmi nyelve, azoké is, amelyek a grúztól elkülönült dél-kaukázusi (kartvéli) nyelvet beszélnek, mint amilyen a szván, a mingrél vagy a láz. A kivrulit – amelynek külön nyelv voltát vitatják, ugyanakkor gyakran a zsidó nyelvek közé is sorolják – további húszezren beszélik Grúziában és 65 ezren más országokban (döntő részben Izraelben).
Bonyolult toldalékrendszerrel rendelkező nyelv, amelyben egy szótőből több különböző szó képezhető.

## Besorolása
A grúz a dél-kaukázusi nyelvek közül a legerőteljesebb. E csoportba sorolják még a főként Északnyugat-Grúziában beszélt szvánt és mingrélt és a főleg a török fekete-tengeri partszakasz keleti részében beszélt lázt is. A szélesebb, kaukázusi nyelvek néven ismert csoportot eddig nem tudták élő nyelvek más csoportjaival rokonítani.